# Feux de brousse de 1974-1975 en Australie

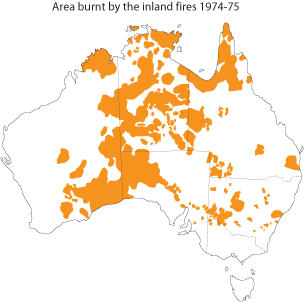
Une carte de l'Australie représentant les zones touchées par les incendies.

La saison des feux de brousse de 1974 à 1975 en Australie est une série de feux de brousse, qui ont brûlé l'Australie. Les incendies de cette saison ont brûlé environ 117 000 000 ha (1 170 000 km²), soit 15% de la surface terrestre totale du continent. Les incendies se sont produits en Australie centrale pendant la saison des feux. Mais contrairement aux feux de 2019-2020, les feux de brousse de 1974-1975 ont été dus à un surplus de végétation. En effet, il y eut des précipitations exceptionnelles les deux années précédentes, transformant des zones désertiques en zones plus vertes. La végétation touchées par ces incendies de 1974 et 1975 était constituée principalement d'herbes et de buissons, alors que les feux de 2019-2020 ont affecté également des forêts. De plus, les feux de 1974-1975 touchaient des régions inhabitées.
Les feux de brousse de 1974-1975 ont tué 6 personnes.